# Etsha 6
Etsha 6 è un villaggio del Botswana situato nel distretto Nordoccidentale, sottodistretto di Ngamiland West. Il villaggio, secondo il censimento del 2011, conta 3.130 abitanti.

## Località
Nel territorio del villaggio sono presenti le seguenti 7 località:
- Etsha No 10 di 226 abitanti,
- Etsha No 4 di 293 abitanti,
- Etsha No 5 di 537 abitanti,
- Etsha No 7 di 203 abitanti,
- Etsha No 8 di 497 abitanti,
- Etsha No 9 di 348 abitanti,
- Roads Maintenance Camp